# Flujo real
En Economía, el Flujo Real es un flujo circular entre las familias y las empresas, el cual consiste en el traspaso de bienes y servicios de las empresas a las familias a través de su venta, y el traspaso de servicios de trabajo de las familias a las empresas.
Los consumidores forman parte de los recursos humanos como tal, recursos naturales y capital, a su vez, estos recursos y el capital son contratados a las empresas o productores, estos producen bienes y servicios, materias primas, y otros insumos, y bienes de capital, que son comprados por los consumidores. Así se forma un ciclo interminable.